# Сачко Ігор Павлович
І́гор Па́влович Сачко́ (нар. 3 жовтня 1958, Підволочиськ Тернопільської області) — український театральний актор, народний артист України (2018).

## Життєпис
1980 — закінчив Київський інститут театрального мистецтва імені Івана Карпенка-Карого.
З 1980 року — актор Тернопільського музично-драматичного театру ім. Т. Г. Шевченка.
Тривалий час був директором цього театру. Як режисер на Малій сцені театру поставив виставу «Серце Луїджі» І. Буковчана. Також виступає як майстер художнього слова.
З 1996 року є головою Тернопільської обласної організації Національної спілки театральних діячів України.
1999 року удостоєний звання заслуженого артиста України.
2018 року удостоєний звання народного артиста України.

## Ролі в театрі
- Антоніо («Моя професія — сеньйор з вищого світу»)
- Василь Кочубей («Мазепа»)
- Гаврилко («По-щучому велінню»)
- Голова суду («Патетична соната» П. Куліша)
- Гупаленко («Суєта» І. Карпенка-Карого)
- Едек («Танго» С. Мрожека)
- Король («Легенда про Тіля Уленшпігеля» Г. Горіна)
- Макухович («Євангеліє від Івана» А. Крима)
- Онисим («Коханий нелюб» Я. Стельмаха)
- Писар («Тарас Бульба» за Гоголем)
- Савка Чуприна («Як наші діди парубкували» В. Канівця)
- Степна («Жидівка-вихрестка» І. Тогобочного)
- Художник («Блез» К. Маньє)
- Цезар Рупор («Ромул Великий» Ф. Дюрренматта)
- Тамаш («Штани» Ф. Дунаї)

## Ролі в кіно
- Генерал («Один — в полі воїн», 2003)
- Епізодична роль («Іван та кобила», 1992)